# Барятинский, Никита Петрович
Князь Ники́та Петро́вич Баря́тинский († 1630) — русский военный и государственный деятель, дворянин московский и воевода. Младший (пятый) сын воеводы князя Петра Ивановича Барятинского.

## Биография
Дворянин московский (1577). Стряпчий с платьем (1598). На свадьбе Шуйского с Марией Петровной Буйносовой был в числе поезжан (1608).
Воевода в Коломне (1614). В 1614 году во время военных действий боярина князя Ивана Никитича Одоевского против Заруцкого в Астраханском крае охранял с особым отрядом город Алатырь.
Отражал шедших с юга на Рязань черкас, поставив засеки около города Сапожка Ряжского (февраль 1615). Но «князь Микита тем походом замешкал, с людьми в поход скоро не собрался» и не остановил черкас, поэтому его послали на менее ответственную должность воеводы в Воронеж (1615 — февраль 1616). Вызван в Москву и при распределении мест для обороны Москвы, назначен 2-м воеводой за Яузой и от Яузы по Москве-реке (1616).
В сентябре 1616 года поручено охранять Псков от ожидавшегося нападения шведов. Когда эта тревога оказалась ложной, Барятинскому велено было идти с его полком в Дорогобуж и отразить Гонсевского, шедшего с поляками и литовцами на Смоленск. Барятинский действовал здесь мало успешно. Гонсевский (ноябрь 1616) окружил его в Дорогобуже, отрезал отступление на Смоленск, разбил отряд его племянника князя Фёдора-Горбунца. На выручку осаждённым в Дорогобуже отправлен с большим войском боярин Юрий Яншеевич Сулешов, который и разбил Гонсевского. Барятинскому, как и другим воеводам, пожалованы были за эту победу «золотые».
В 1618 году князь Никита Петрович назначен в товарищи к князю Катырёву-Ростовскому для охраны столицы от польского королевича Владислава.
Воевода на Верхотурье (1623—1624), переведён на Вятку и управлял также городами: Хлынов, Котельнич, Орлов (1627—1629), воевода в Таре (1631—1632). Неоднократно приглашался к Государеву столу (1626—1627). На свадьбе царя Михаила Фёдоровича и Евдокии Лукьяновны Стрешневой следовал за санями Государыни (29 января 1626). По Государеву указу послан в Разбойный приказ и ездил на Вологду (июнь 1628).

## Семья
За Никитой Петровичем числилось деревни Клепиково, Видяево и Афонасово в Московском уезде (1623—1624), которые перешли его сыну князь Фёдору Никитичу. Также за числились поместья Митино и Мешково (Мотяково) в Московском уезде. В Рязанском уезде владел селом Панинским и деревнями: Слободка, Кожино и Яблоновское, которое перешло сыну князю Юрию Никитичу.
Жена, княжна Афимья, владелица Драчево и Третьяковского с деревнями и пустошами в Ярославском уезде и сельцо Балабаново, которое муж получил в вотчину за участие в обороне Москвы (1618). После мужа остался двор в Москве на Большой Никольской улице.